# Saint-Jean-de-Savigny
Saint-Jean-de-Savigny ist eine französische Gemeinde mit 422 Einwohnern (Stand: 1. Januar 2022) im Département Manche in der Region Normandie. Die Gemeinde gehört zum Kanton Pont-Hébert im Arrondissement Saint-Lô. Die Einwohner werden Savignais genannt.

## Geographie
Saint-Jean-de-Savigny liegt etwa elf Kilometer nordöstlich von Saint-Lô. Der Fluss Elle begrenzt die Gemeinde im Norden. Umgeben wird Saint-Jean-de-Savigny von den Nachbargemeinden Sainte-Marguerite-d’Elle im Norden, Cerisy-la-Forêt im Osten, Couvains im Süden, Saint-Clair-sur-l’Elle im Westen sowie Moon-sur-Elle im Westen und Nordwesten.

## Einwohnerentwicklung
| Jahr      | 1962 | 1968 | 1975 | 1982 | 1990 | 1999 | 2006 | 2018 |
| Einwohner | 366  | 342  | 294  | 323  | 315  | 278  | 336  | 444  |

## Kultur und Sehenswürdigkeiten
- Kirche Saint-Jean-Baptiste aus dem 19. Jahrhundert
- Kapelle von Clouay aus dem 18. Jahrhundert
- Schloss Rochefort

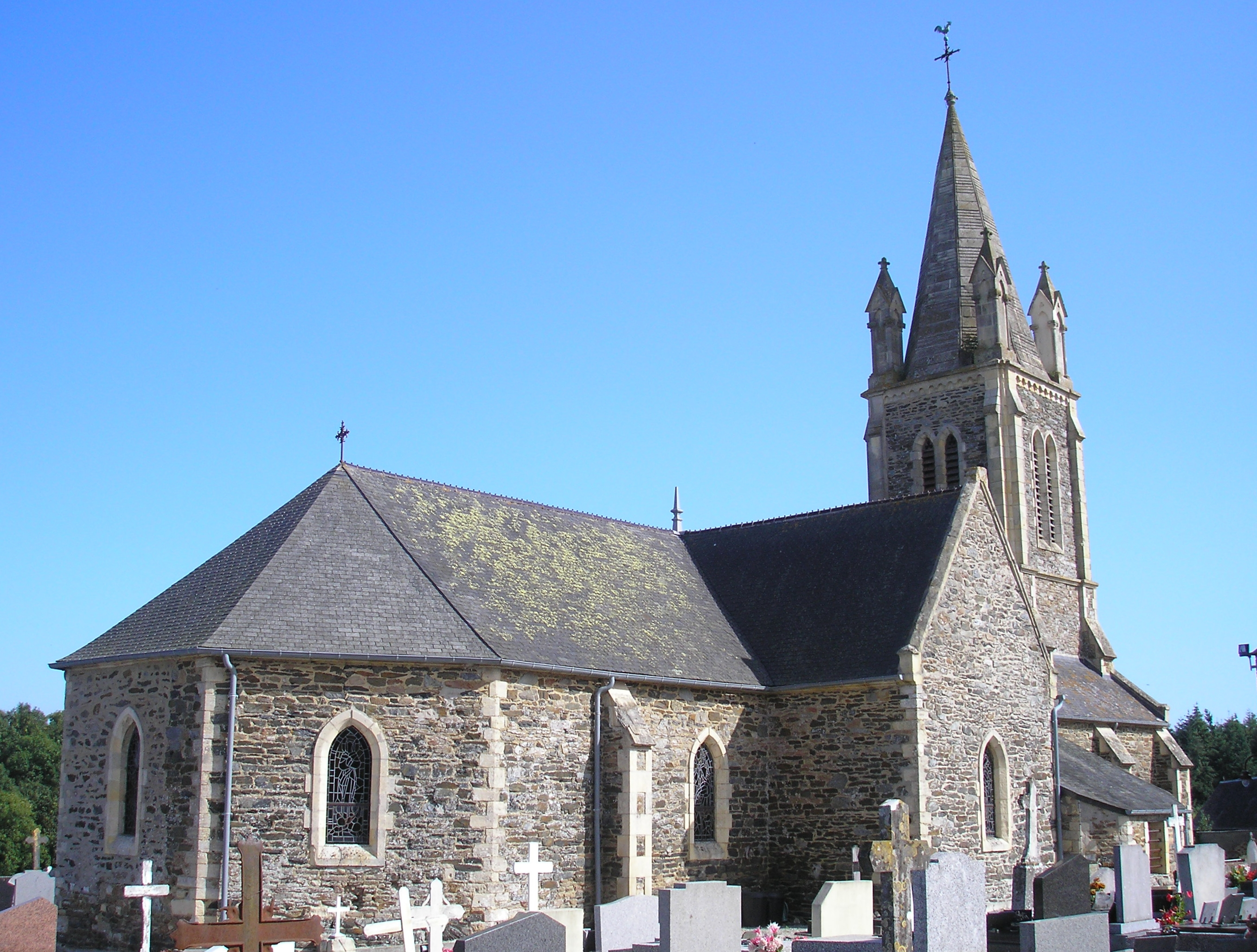
Kirche Saint-Jean-Baptiste
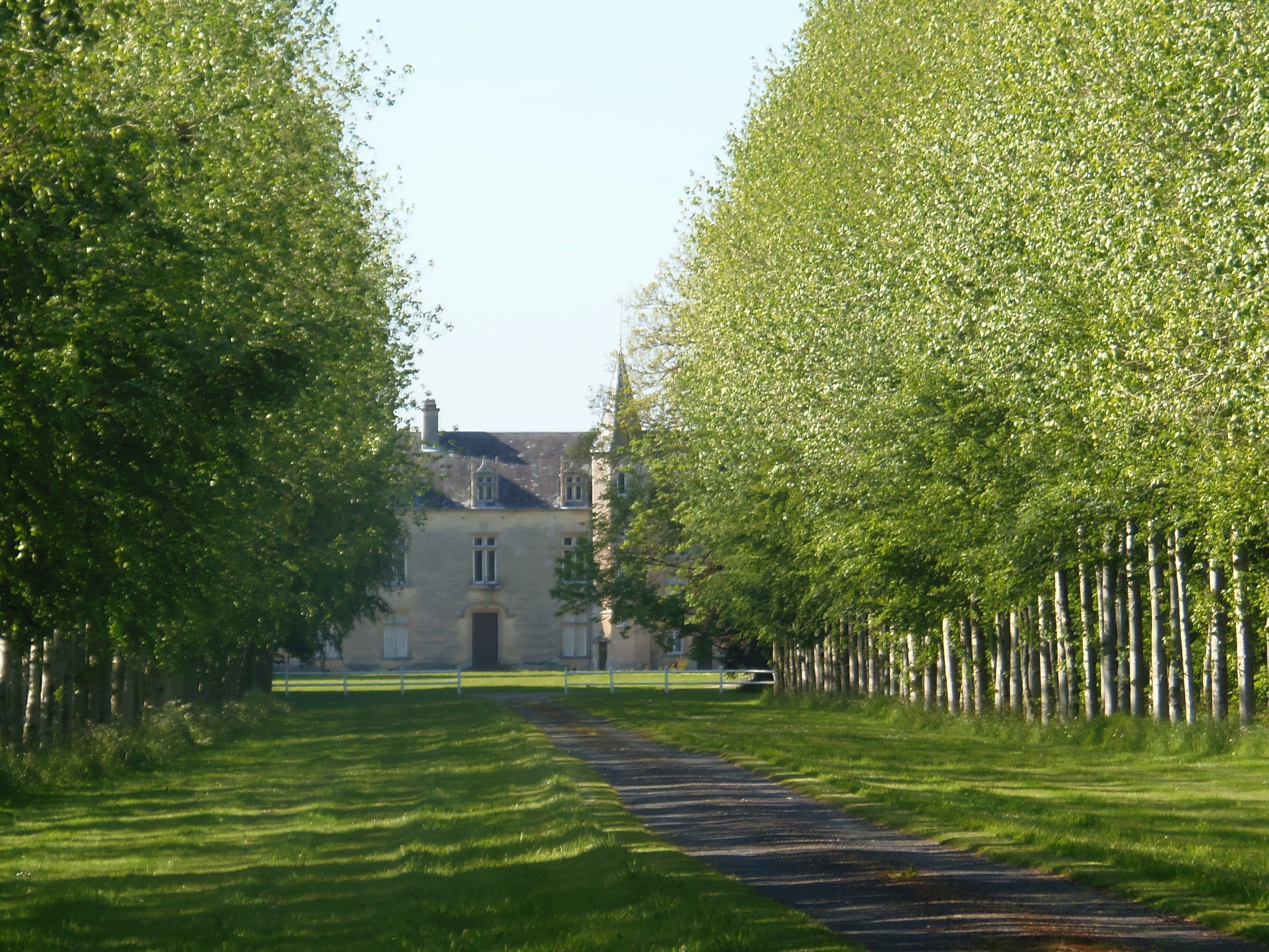
Schloss Rochefort